# Bélel
Bélel är en ort i Kamerun.   Den ligger i regionen Adamaouaregionen, i den nordöstra delen av landet, 500 km nordost om huvudstaden Yaoundé. Bélel ligger 1 448 meter över havet och antalet invånare är 6 831.
Terrängen runt Bélel är kuperad söderut, men norrut är den platt. Bélel ligger uppe på en höjd. Trakten runt Bélel är glesbefolkad, med 16 invånare per kvadratkilometer. Det finns inga andra samhällen i närheten. Trakten runt Bélel är huvudsakligen savannskog.